# Veliki Miletinac
Veliki Miletinac is een plaats in de gemeente Đulovac in de Kroatische provincie Bjelovar-Bilogora. De plaats telt 57 inwoners (2001).